# Amgouema (fleuve)
L'Amgouema (en tchouktche : Оʼмваам pour O'mvaam ; en russe : Амгуэ́ма ; en anglais : Amguema) est un fleuve situé en à l'est de la Sibérie, en Tchoukotka. D'une longueur de presque 500 kilomètres, le fleuve se trouve à la limite de la péninsule Tchouktche. Il prend sa source sur les hauts-plateaux tchouktches et se jette dans la mer des Tchouktches. Son affluent principal est la rivière Ekityki.

## Géographie

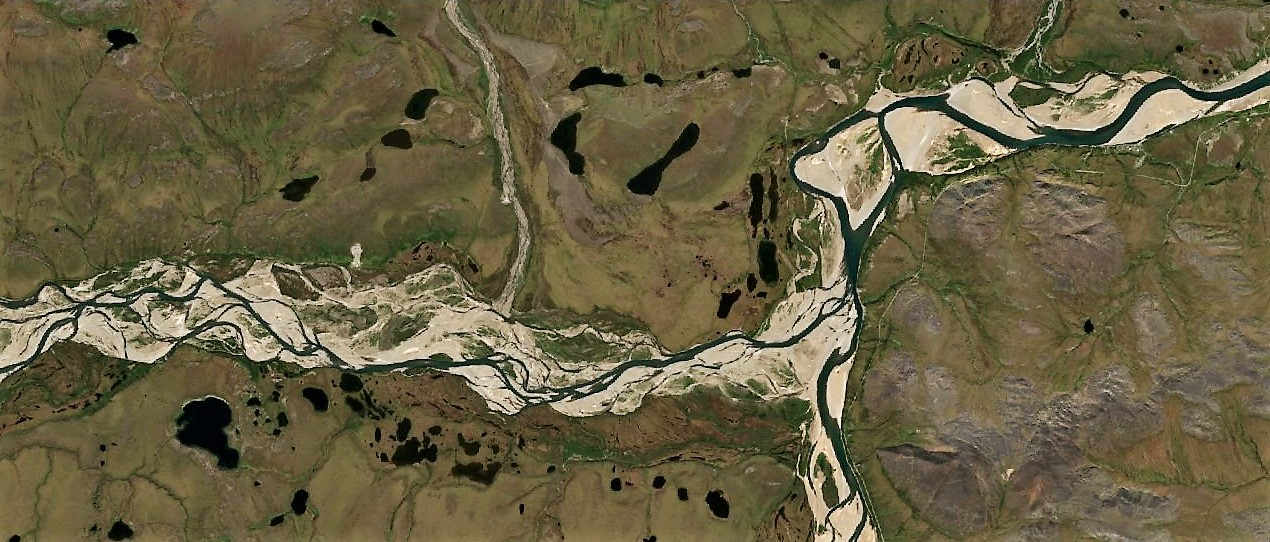
Image satellite du fleuve Amgouema et de son bassin versant.

L'Amgouema est un fleuve situé en Tchoukotka (Sibérie orientale). Il se trouve à la limite entre les terres continentales et la péninsule Tchouktche. L'Amgouema prend sa source sur les hauts-plateaux tchouktches. Il se jette finalement dans la mer des Tchouktches.
La longueur totale de l'Amgouema est de 498 kilomètres,. La superficie de son bassin versant est de 218 000 km2.
De nombreux cours d'eau sibérien alimentent l'Amgouema. Parmi ceux-ci, on peut notamment relever la rivière Ekityki (kilomètre 130). Outre ces rivières, de nombreux lacs occupent l'espace du bassin versant, à l'image du lac Yanranaygytgyn.

## Hydrographie
La rivière Ekityki est l'affluent principal de l'Amgouema.

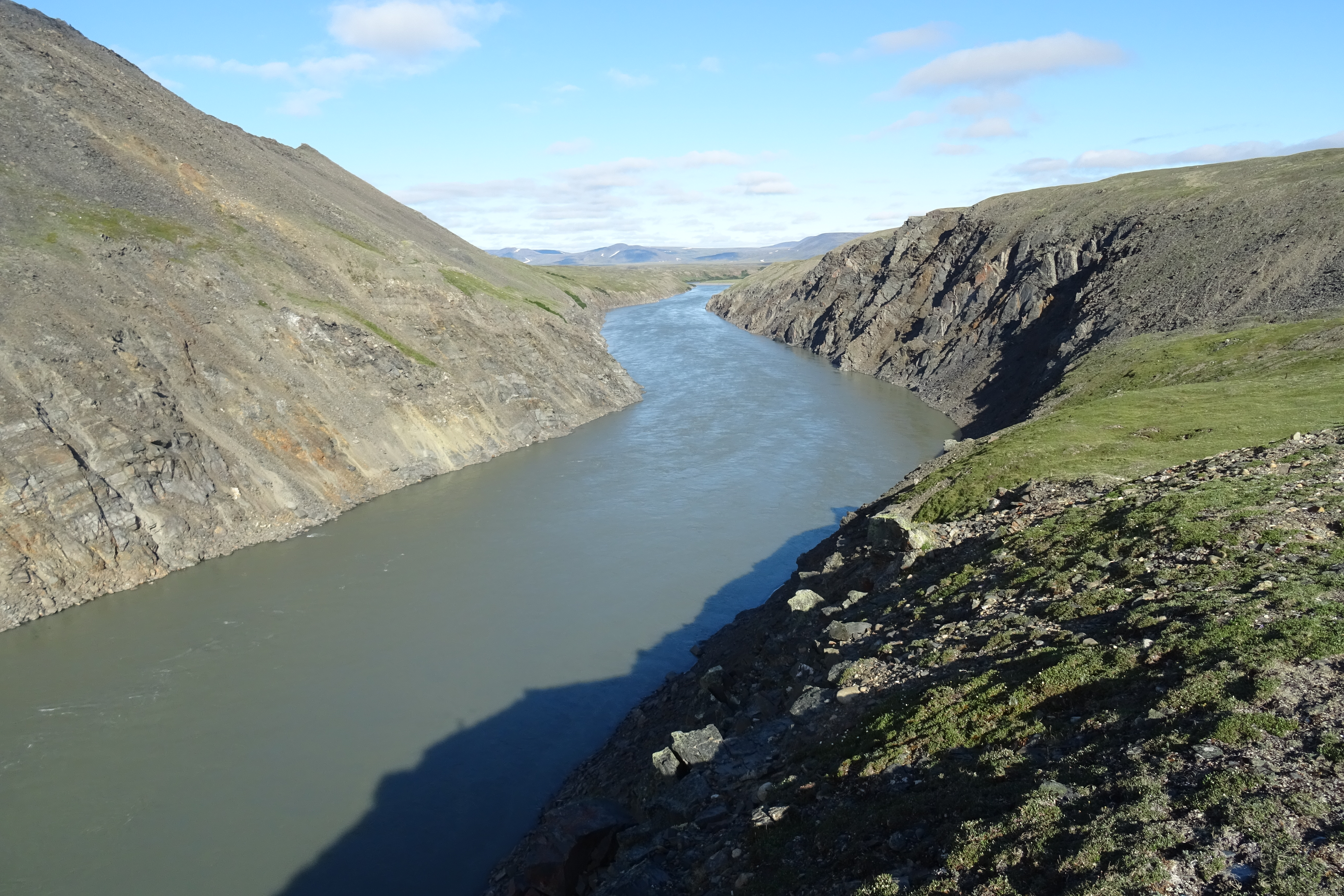
Fleuve Amgouema

L'Amgouema est un fleuve avec un débit relativement important, de l'ordre de 267 m3/s au kilomètre 174. Le débit présente des variations saisonnières, en particulier une augmentation estivale. Les eaux de l'Amgouema sont également considérées comme turbulentes.

## Géologie
Les sols du bassin de l'Amgouema abritent différents métaux comme l'étain, l'or ou le tungstène.

## Faune et flore
Plusieurs espèces de lichens et de champignons lichénicoles typiques des régions arctiques sont présentes dans le bassin de l'Amgouema.

## Activités humaines

### Navigation
L'Amgouema est un fleuve navigable.

### Économie

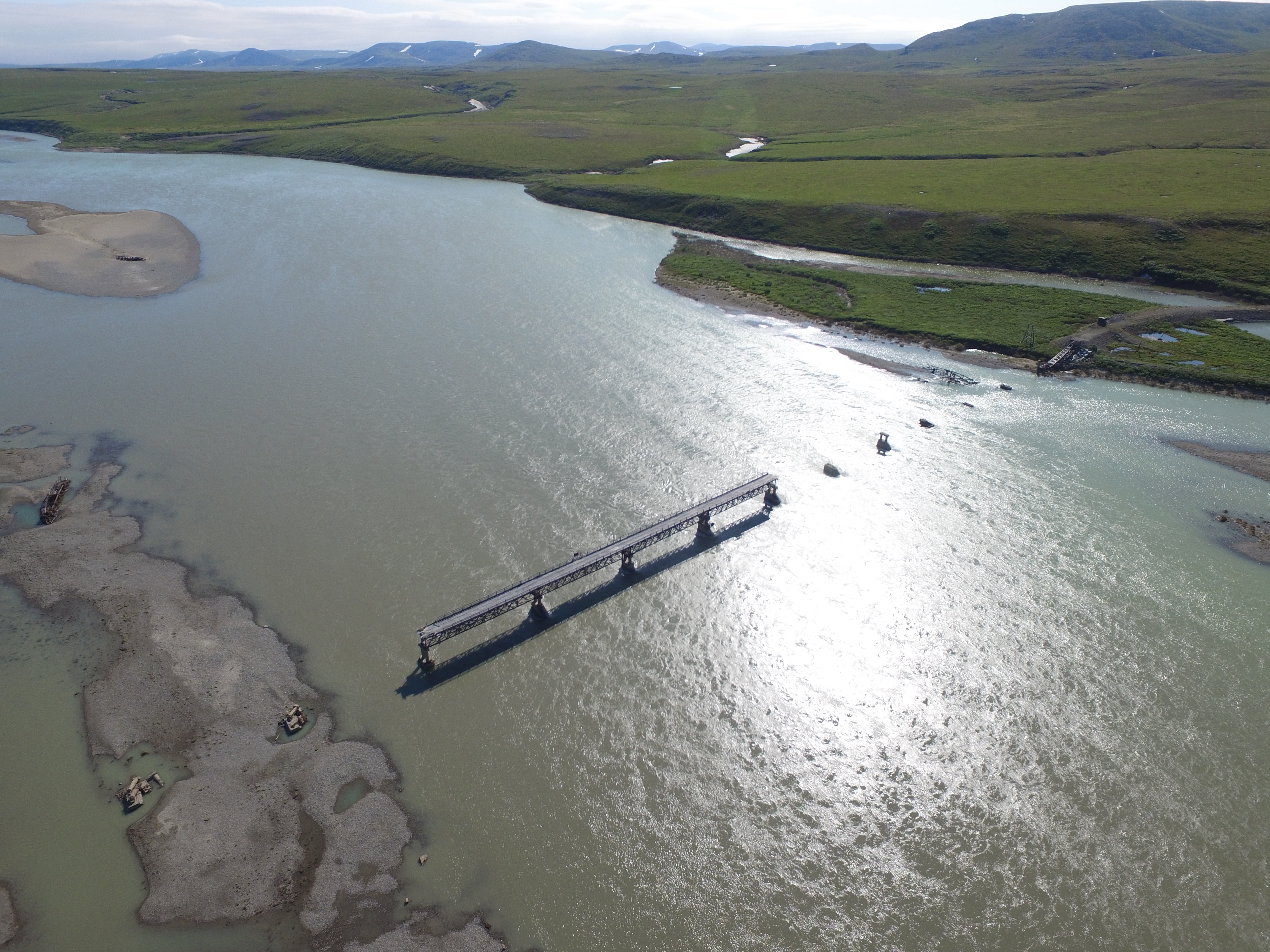
Pont en ruine sur l'Amgouema.

Des activités minières sont menées dans les zones alentour de l'Amgouema, principalement pour exploiter les gisements d'étain, d'or et de tungstène.